# Pretențiosul consumator
Pretențiosul consumator este un film românesc din 1970 regizat de Titus Mesaros.